# Pickering—Uxbridge (circonscription provinciale)
Circonscription électorale provinciale du Canada
Pickering—Uxbridge est une circonscription provinciale de l'Ontario représentée à l'Assemblée législative de l'Ontario depuis 2018. 

## Géographie
La circonscription comprend une partie de la Municipalité régionale de Durham, incluant la ville de Pickering et le township d'Uxbridge.
Les circonscriptions limitrophes sont York—Simcoe, Haliburton—Kawartha Lakes—Brock, Durham, Whitby, Scarborough—Rouge River, Markham—Stouffville  et Ajax.

## Historique
| Législature                                                                                    | Années        | Député | Député             | Parti                     |
| ---------------------------------------------------------------------------------------------- | ------------- | ------ | ------------------ | ------------------------- |
| Pickering—Uxbridge Circonscription issue d'Ajax—Pickering, Durham et Pickering—Scarborough-Est |               |        |                    |                           |
| 42e                                                                                            | 2018-2022     |        | Peter Bethlenfalvy | Progressiste-conservateur |
| 43e                                                                                            | 2022–2025     |        | Peter Bethlenfalvy | Progressiste-conservateur |
| 44e                                                                                            | 2025–en cours |        | Peter Bethlenfalvy | Progressiste-conservateur |

## Circonscription fédérale
Depuis les élections provinciales ontariennes du 4 octobre 2007, l'ensemble des circonscriptions provinciales et des circonscriptions fédérales sont identiques.